# Sait Faik Abasıyanık
Sait Faik Abasıyanık (18. listopadu 1906 Adapazarı – 11. května 1954 Istanbul) byl turecký spisovatel, který proslul zejména jako povídkář. V turecké literatuře vytvořil zcela nový styl, se svými drsnými, ale humanitou prodchnutými povídkami, jež zobrazovaly dělníky, rybáře, nezaměstnané, chudé a temná zákoutí Istanbulu. Byl přirovnáván k autorům jako André Gide, Comte de Lautréamont nebo Jean Genet, přesto nikdy vyloženě nepřijal žádný západní styl, jak bylo u meziválečných tureckých autorů obvyklé, ale zůstal solitérem. V pozdních dílech inklinoval k obraznější próze, podle mnohých kritiků se dotkl až surrealismu.

## Život
Jeho otec byl dřevorubec a obchodník, vyznamenaný za účast v turecké válce za nezávislost, posléze též starosta města Adapazarı. Rodina byla značně majetná, Sait Faik později vzpomínal, že mu na škole přezdívali „buržoazní chlapec“. Chodil na střední školu v Istanbulu, ale byl vyloučen pro studentský žert. Středoškolské vzdělání tak dokončil v Burse. V roce 1928 se zapsal na turkologickou katedru Istanbulské univerzity. Začal psát literární texty, které nejprve publikoval v deníku Hür. Pod tlakem svého otce odešel v roce 1930 do Švýcarska studovat ekonomii. Ze studií ale zběhl a žil v letech 1931 až 1935 ve Francii, hlavně v Grenoblu. Po návratu do Turecka vyučoval turečtinu ve škole pro arménské sirotky, jež se nacházela v Halıcıoğlu. Pokusil se též splnit přání svého otce a začal podnikat, ale neúspěšně. V této době začal publikovat své literární texty v celostátním periodiku Varlık. V roce 1936 vydal svou první knihu povídek Semaver. Většinu jeho díla tvořily povídky, nicméně v roce 1952 napsal román Bir Takım Insanlar, který byl ovšem značně zcenzurován kvůli zobrazení třídního systému. Jeho velkým tématem bylo moře a rybáři, většinu času proto později, když se již mohl živit literaturou, trávil na Burgazadě (jeden z Princových ostrovů v Marmarském moři). Někdy psal i pod pseudonymem Adalı („obyvatel ostrova“), případně Sait Faik Adalı apod. Jeho rodné jméno bylo Sait Faik, Osmanská říše příjmení neuznávala. Teprve po vzniku republiky byl přijat zákon o příjmeních, rodina se rozhodla pro příjmení Abasıyanık.
Po smrti svůj majetek odkázal sirotčinci a nadaci, která dnes v Turecku uděluje po něm pojmenovanou cenu pro autory nejlepších povídek. První byla udělena roku 1954. V domě na ostrově Burgazada, kde žil, je dnes jeho muzeum.